# Jan Rap en z'n maat (film)
Jan Rap en z'n maat is een Nederlandse film uit 1989 van Ine Schenkkan. Het verhaal is gebaseerd op het boek Jan Rap en z'n maat van Yvonne Keuls. De film heeft als internationale titel Tough.
Ongeveer 73.000 mensen bezochten deze film.

## Verhaal
Het verhaal draait om een pas geopend opvangtehuis voor ontspoorde jongeren. De opvangers en begeleiders zijn hoogopgeleide academici, die maar weinig praktijkervaring hebben. Zeker als het mis gaat met een van de ontspoorde jongeren, lijkt alles in het honderd te lopen.

## Rolverdeling
| Acteur            | Personage |
| ----------------- | --------- |
| Jasperina de Jong | Elly      |
| Heidi Arts        | Gemma     |
| Paul de Leeuw     | Derek     |
| John Leddy        | Klaas     |
| Jan Pontier       | Louis     |
| Jack Spijkerman   | Koen      |
| Erik Arens        | Charrie   |
| Edwin de Vries    | Tymen     |
| Hans Breetveld    | Edje      |
| Erna Bos          | Lennie    |
| Jaloe Maat        | Ali       |